# Bătălia pentru Alytus
Bătălia pentru Alytus (22-23 iunie 1941) a fost una dintre primele bătălii cu tancuri din războiul germano-sovietic. Bătălia s-a desfășurat în apropierea orașului lituanian Alytus între Diviziile 20 și 7 Panzer germane din Corpul 39 Motorizat al Grupului 3 Panzer al generalului Hoth și Divizia 5 Panzer sovietică din Armata 11. Ca urmare a victoriei, trupele germane au deschis calea spre Vilnius.

## Date generale înainte de război
Divizia a 5-a de tancuri (comandant — colonelul Fedor Fedorov) avea baza în Alytus și făcea parte din Corpul 3 mecanizat de trupe de tancuri al Armatei a 11-a a Districtului militar special baltic al generalului-maior Alexei Kurkin. Divizia a fost înarmată în principal cu tancuri ușoare — 170 BT-7, optsprezece T-26 și 30 de T-28 medii cu trei turele, vehicule blindate și până la 50 de tancuri noi T-34 primite în martie 1941. Unitatea de artilerie avea 12 tunuri antitanc și 12 antiaeriene. Aerodromul Regimentului 236 de vânătoare cu 31 de avioane se afla aici și doar 3 echipaje au reușit să își ia zborul.
În pregătirea unui posibil război, podurile peste Nieman au fost minate, dar în noaptea de 22 iunie, a primit ordin de la cartierul general de district să îndepărteze încărcăturile de pe poduri. După izbucnirea războiului germano-sovietic, la ora 14:00 s-a primit ordinul de a arunca în aer podurile de peste Neman și au fost trimise echipe pentru a face acest lucru, iar una dintre toate echipele de minare a fost capturată.

## Derularea ostilităților
În jurul orei 10, au izbucnit incendii în oraș ca urmare a bombardamentelor. Doi locuitori locali, care au declarat la sediul diviziei că trupele germane se aflau deja în apropierea orașului, au fost împușcați mortal de șeful de stat major Belikov, ca provocatori.
Infanteriștii din Divizia 128 sovietică și alte unități s-au retras peste poduri, păzite de Divizia 5 antiaeriană și de un batalion de infanterie motorizată.
Divizia a 7-a Panzer germană din Corpul 39 motorizat al generalului-maior baron Hans von Funk, a trecut granița fără incidente majore și, la prânz, pe 22 iunie, se afla la punctul de trecere Neman, lângă Alytus. Această unitate era înarmată cu tancuri Škoda 38 (t) de fabricație cehă - 167 de unități, precum și 53 de "Pz.ll", 30 de "Pz.IV" și 8-15 tancuri de comandă ușor armate. Divizia 20 Panzer a generalului locotenent Horst Stumpf avea 44 Pz-I, 31 Pz-II, 31 Pz-IV, 121 Pz-38(t) și două tancuri de comandă. Batalioanele de recunoaștere erau înarmate cu vehicule blindate franceze Panar-178, o divizie de tancuri ușoare de luptă, până la două duzini de piese de artilerie cehe pe șasiu Pz-I și o companie cu 6 sisteme de artilerie autopropulsate de 150 mm.
Divizia a 12-a Panzer a generalului maior Josef Harpe a ajuns la podul din Merkine. Un grup motorizat format din Regimentul 25 Panzer și Batalionul 7 motociclete a înaintat.
Unitățile germane avansate au reușit să captureze intacte podurile de nord și de sud peste Neman, în apropiere de Alytus și Merkine. După ce aproximativ două duzini de tancuri germane au traversat podurile, un T-34 îngropat a întins o ambuscadă unuia dintre ele. Tancurile construite în Cehia erau înarmate cu tunuri de 37 mm, iar toate încercările de a penetra blindajul T-34 au eșuat.
Potrivit ofițerilor sovietici, în bătălia pentru podurile spre Alytus, artileriștii antiaerieni au distrus 14 tancuri germane, iar Regimentul 5 pușcași motorizați (2.770 de soldați și 8 vehicule blindate) a distrus alte 16; o baterie sovietică a doborât 6 tancuri în timp ce apărau podul nordic. Regimentul 5 pușcași motorizați a luptat, de asemenea, cu parașutiștii germani la aerodrom — 300-400 de soldați. Cercetătorii lituanieni moderni cred că aerodromul ar fi putut fi capturat de insurgenți care purtau uniforme ale armatei lituaniene.
Soldații Batalionului 2 Tancuri al Regimentului 9 au fost primii care au atacat, susținuți de focul a 24 de tancuri T-28 ale Batalionului 1 Tancuri.
Tanchiștii Diviziei a 5-a Panzer au folosit berbeci pentru tancuri într-o luptă cu vehiculele blindate naziste pe malurile râului Neman. În timpul uneia dintre confruntările din apropierea podurilor, mai multe tancuri sovietice au distrus o jumătate de duzină de tancuri germane într-un atac de flanc, unele dintre ele au fost zdrobite și aruncate într-un șanț — T-28-urile au rămas fără proiectile perforante, așa că au folosit un berbec, după care s-au retras peste pod pe malul vestic, unde a avut loc o scurtă bătălie cu pierderi de ambele părți.
Luptele din Alytus au durat toată ziua, iar formațiunile germane nu au reușit să extindă capul de pod din apropierea podului nordic și să doboare T-34-urile săpate cu focuri de artilerie de la Divizia a 7-a, iar trei contraatacuri sovietice au fost respinse cu pierderi. Luptele au încetat după apropierea artileriei și infanteriei motorizate germane și a Diviziei 20 Panzer, când capul de pod nordic a fost extins și unitățile Wehrmachtului din acesta au lansat o ofensivă împotriva flancului și a spatelui Diviziei 5 Panzer sovietice.
La ora 18:00, frontul din această zonă se afla de-a lungul liniei Volkovishki — Alytus — Kalvarija.
Conform datelor sovietice, pierderile în vehicule blindate în această bătălie s-au ridicat la 90 de tancuri, dintre care 73 au aparținut Regimentului 9 de tancuri — 30 BT-7, 27 T-34 și 16 T-28. La sfârșitul după-amiezii, trupele sovietice supraviețuitoare au trecut pe malul estic al Nemanului sub amenințarea încercuirii.
În seara zilei de 22 iunie, un ofițer de la cartierul general al Armatei a 11-a a mers la Alytus pentru a afla care era situația — nu exista nicio legătură cu orașul, iar pe drum a aflat că trupele germane se aflau deja acolo.
La 23 iunie, comandamentul Frontului de Nord-Vest, neavând informații cu privire la situația din zona Alytus-Vilnius, a ordonat Diviziei 5 Panzer să raporteze comandantului Armatei a 11-a și să lanseze un atac asupra Bobty și să curețe zona Kėdainiai și Jonava. Nu se știe dacă comandamentul diviziei de tancuri a primit acest ordin.
În dimineața zilei de 23 iunie, Divizia 5 Panzer a fost blocată din două părți de forțele germane care avansau — Divizia 7 Panzer a Wehrmachtului din sud și Divizia 20 Panzer din față; Regimentul 9 și-a pierdut toate tancurile T-28 în luptă, 16 au fost doborâte în alte ciocniri, 8 s-au defectat și au fost aruncate în aer de echipaje, iar în jurul orei 8 dimineața, forțele sovietice au început să se retragă. Cartierul general al Grupului 3 tancuri din Gotha a telegrafiat pierderile sale — 11 tancuri, dintre care 4 tancuri grele, fără date despre tunurile și transportoarele blindate pierdute, tunurile de asalt și avioanele de luptă.

## Retragerea unităților sovietice
După bătălia de la Alytus, Diviziile blindate 7 și 20 au parcurs o distanță de 80-120 de kilometri în două zile și au ocupat Vilnius și orașul belarus Oshmiany la 24 iunie.
În dimineața zilei de 24 iunie, comandantul Diviziei a 5-a de tancuri, F. F. Fedorov, și rămășițele sale - 15 tancuri, 20 de vehicule blindate și 9 tunuri — se aflau la 170 de kilometri de Alytus, lângă orașul Molodechno. La 26 iunie, după distrugerea unității mecanizate, personalul a început să se retragă din încercuirea de lângă Molodechno, iar o parte din el — la 30 iunie — de lângă Pskov.
Un batalion al Regimentului 5 de pușcași motorizați și-a croit drum prin teritoriile ocupate și a ajuns pe linia frontului lângă orașul Bely.

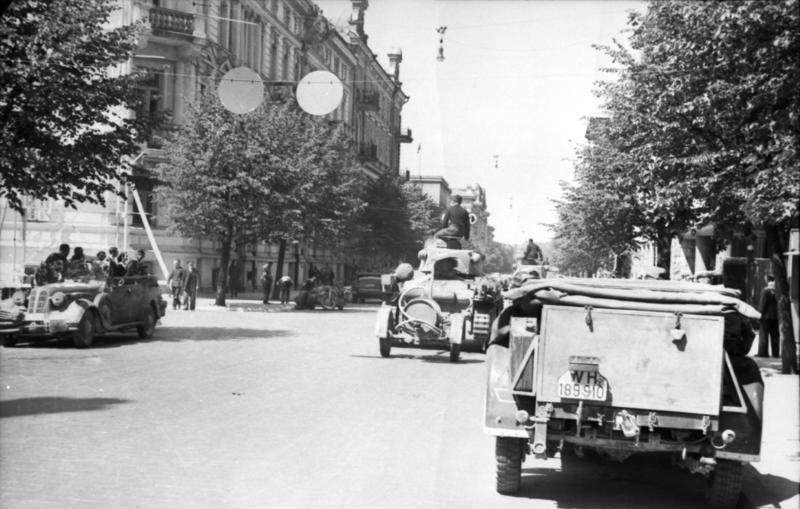
Consecințele bătăliei. Wehrmachtul intră în Vilnius.

## Un punct de vedere separat
Sigitas Egelavičius, doctor în istorie, profesor asociat la Universitatea din Vilnius, în articolul său „Despre participarea Diviziei 5 Panzer a Armatei Roșii la bătăliile din 22 iunie 1941”, are o părere ușor diferită. El a observat că în dimineața zilei de 22 iunie 1941, Alytus și unitățile militare sovietice au fost supuse la trei raiduri aeriene. Potrivit mărturiilor pe care le-a cules de la locuitorii din Alytus, abordările vestice ale orașului nu erau păzite de Armata Roșie — de acolo se deplasau Diviziile 7 și 20 Panzer din cadrul Diviziei 3 Panzer Gotha, pe autostrăzile dinspre orașele Seirjai și Simnas. La ora 13:30, unitățile avansate ale Diviziei 20 Panzer germane au ajuns pe înălțimile de la vest de Alytus și au cucerit podul orașului în jurul orei 14:00, fără rezistență semnificativă. Pe malul estic al Nemanului, rezistența a fost oferită de unități de pușcași și de lucrătorii de pe aerodrom care au supraviețuit bombardamentelor. În jurul orei 15:00, a fost cucerit punctul de trecere cu feribotul de lângă Nemunaitis, la 7 kilometri de oraș, iar până seara a fost construit acolo un pod de pontoane. În jurul orei 17.00, atacatorii au cucerit un alt pod, la 25 de kilometri de Alytus, lângă orașul Merkine. Între orele 18.00 și 19.00, forțele germane s-au apropiat de podul Kanyuk, la 4 km de Alytus, iar o ambuscadă a cisternelor sovietice i-a lăsat pe motocicliștii germani să treacă în direcția orașului Daugai fără să deschidă focul. După trecerea podului, Regimentul 25 din Divizia 7 Panzer a Wehrmachtului, urcând pe malul estic al Nemanului, a fost întâmpinat de focul de ambuscadă al unei divizii de tancuri sovietice. Profitând de faptul că drumul care urca de la pod era înfundat cu tancuri germane avariate, iar drumul la est de pod era practic inexistent, Divizia 5 Panzer sovietică s-a retras spre est, lăsând în urmă tancurile sale defecte. La 23 iunie, tancurile Diviziei a 5-a Panzer se aflau la periferia Vilniusului, ocolind orașul dinspre sud; pe drumul Onushkis — Rudiškės, a doua bătălie a diviziei a avut loc într-o zonă mlăștinoasă cu tancurile Diviziei a 20-a germane.